# Wernigerode
Wernigerode (phát âm tiếng Đức: [ˌvɛɐ̯nɪɡəˈʁoːdə]) là một thị xã ở huyện Harz, Saxony-Anhalt, Đức. Cho đến năm 2007, đây là huyện lỵ của huyện Wernigerode. Dân số năm 1999 là 35.500 người.
Wernigerode nằm ở tây nam Halberstadt, năm bên sông Holtemme, bên sườn phía bắc dãy núi Harz. Wernigerode nằm trên con đường phong cảnh Đức.

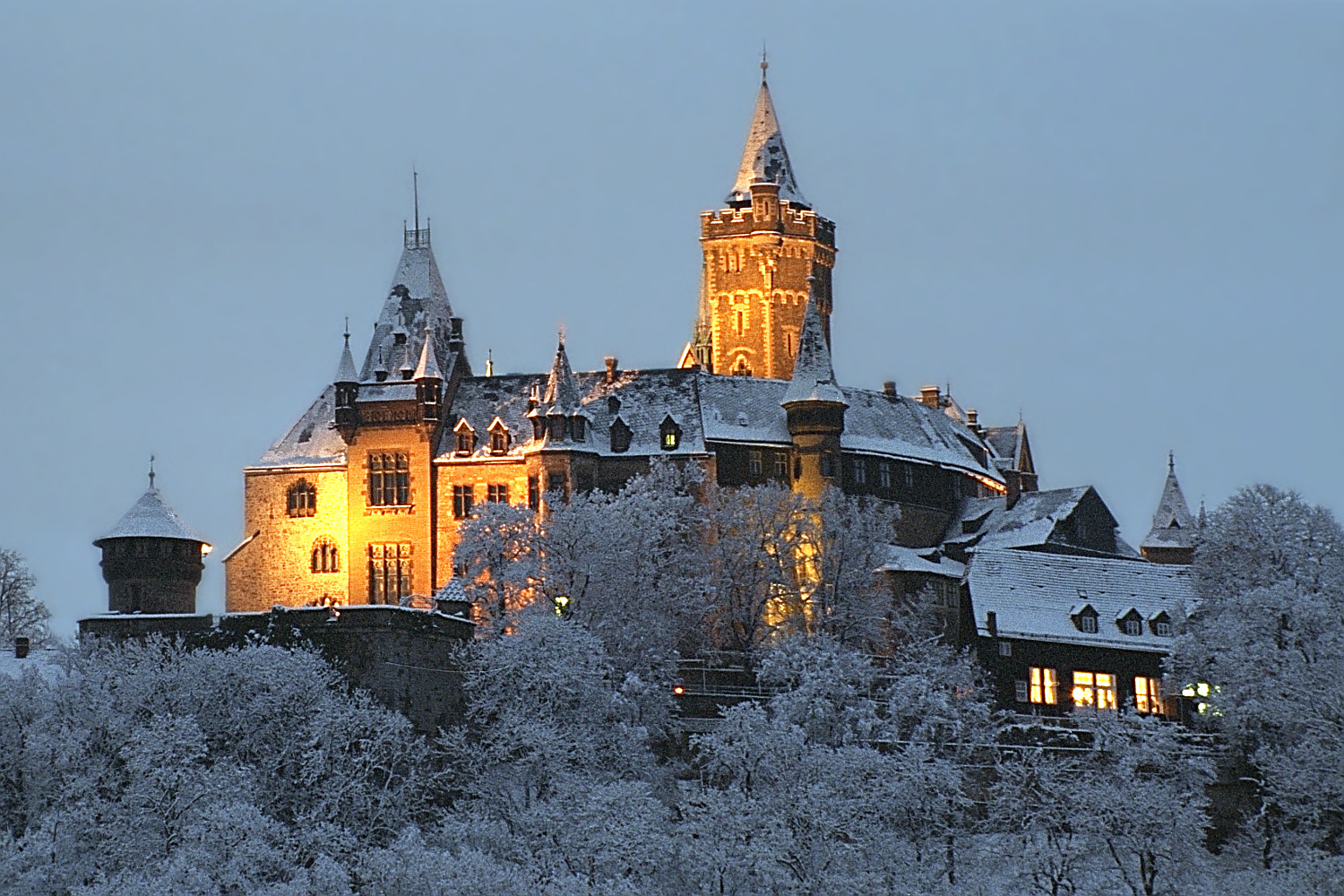
lâu đài Wernigerode

## Kết nghĩa
- Carpi (Modena) (Italia), từ năm 1964
- Cisnădie, (România), từ năm 2002
- Neustadt an der Weinstraße (Đức), từ năm 1998
- Hội An, Quảng Nam (Việt Nam), từ năm 2013